# Placówka Straży Celnej „Szynwałd”

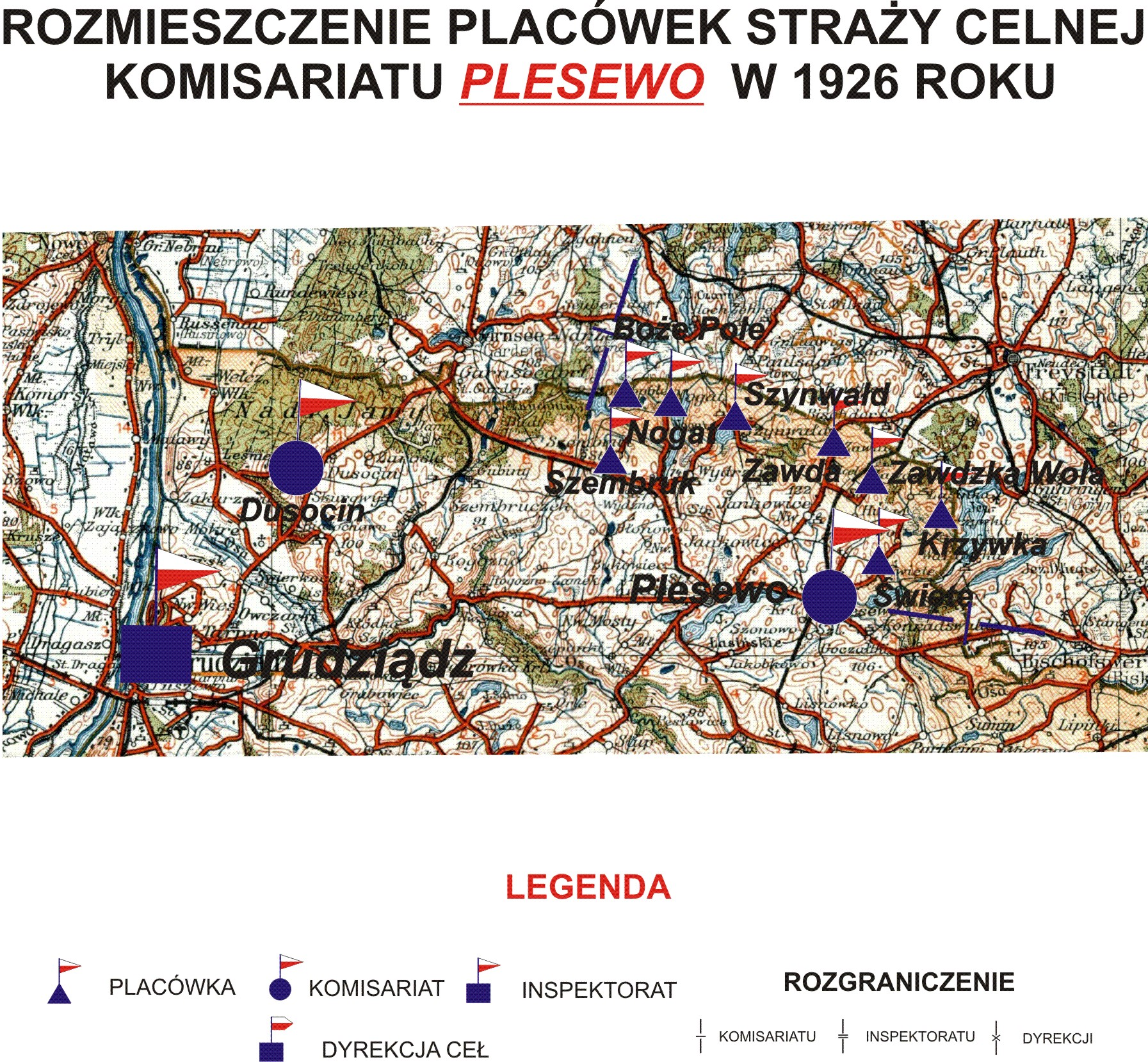
Rozmieszczenie placówek SC komisariatu "Plesewo" w 1926 r.

Placówka Straży Celnej „Szynwałd” – jednostka organizacyjna Straży Celnej pełniąca w okresie międzywojennym służbę ochronną na granicy polsko-niemieckiej.

## Formowanie i zmiany organizacyjne
Na wniosek Ministerstwa Skarbu, uchwałą z 10 marca 1920 roku, powołano do życia Straż Celną. Od połowy 1921 roku jednostki Straży Celnej rozpoczęły przejmowanie odcinków granicy od pododdziałów Batalionów Celnych. W 1922 roku w Dusocinie stacjonował sztab 2 kompanii 16 batalionu celnego. Kompania wystawiała między innymi placówkę w Szynwaldzie. Pododdziały 16 batalionu celnego zostały zluzowane przez strażników celnych 14 marca 1922 roku o godzinie 12:00 . Proces tworzenia Straży Celnej trwał do końca 1922 roku. Placówka Straży Celnej „Szynwałd” weszła w podporządkowanie komisariatu Straży Celnej „Plesewo” z Inspektoratu SC „Grudziądz”.
W drugiej połowie 1927 roku przystąpiono do gruntownej reorganizacji Straży Celnej. W praktyce skutkowało to rozwiązaniem tej formacji granicznej. Ochronę północnej, zachodniej i południowej granicy państwa przejęła powołana z dniem 2 kwietnia 1928 roku Straż Graniczna. W strukturach nowo powstałej formacji nie odtworzono placówki „Szynwałd”.

## Służba graniczna
Sąsiednie placówki
- placówka Straży Celnej „Zawda” ⇔ placówka Straży Celnej „Nogat” – 1926[11]

## Funkcjonariusze placówki
Kierownicy placówki
| stopień    | imię i nazwisko, numer | okres pełnienia służby | kolejne stanowisko |
| ---------- | ---------------------- | ---------------------- | ------------------ |
| przodownik | Alojzy Kotewicz (2440) | był w 1926             |                    |

Obsada personalna placówki w 1926
- przodownik Alojzy Kotewicz (2440)
- starszy strażnik Antoni Pisarek (773)
- strażnik Wincenty Zgoła (1012)
- strażnik Franciszek Kubacki (2454)
- strażnik Tomasz Kucharski (2460)
- strażnik Tadeusz Nogaj (2611)
- strażnik Józef Kopycki (2444)
- strażnik Józef Kreuz (2448)
- strażnik Andrzej Prymus (2656)
- strażnik Antoni Kuszka (3280)